# Santa Claus Lane
Santa Claus Lane to świąteczny i zarazem debiutancki album Hilary Duff, wydany w 2002 r. Tytuł pochodzi od fikcyjnej ulicy wspomnianej w piosence „Here Comes Santa Claus” (1947). Płyta zawiera piosenki śpiewane przez Hilary w parze z Christiną Milian, Lil’em Romeo i siostrą Duff, Haylie. Christopher Thelen z Daily Vault dał albumowi pozytywną recenzję, chociaż skrytykował występ z Lil’a Romeo, „Tell Me a Story (About the Night Before)”.
"Tell Me a Story” został wydany w ograniczonym nakładzie jako singel promujący album, a teledysk do niego był często puszczany na kanałach Disney Channel i Family Channel. Album debiutował jako numer 169 w rankingu Billboard 200 i zostawał na liście przez piętnaście tygodni, najwyższe miejsce jakie zajął to pozycja nr 153. Krążek został uznany przez RIAA za złoty.

## Lista utworów
1. „Santa Claus Lane” – 2:42
2. „Santa Claus Is Comin’ to Town” – 3:36
3. „I Heard Santa on the Radio” z Christiną Milian – 4:02
4. „Jingle Bell Rock” – 2:47
5. „When the Snow Comes Down in Tinseltown” – 3:18
6. „Sleigh Ride” – 3:04
7. „Tell Me a Story (About the Night Before)” z Lil’em Romeo – 3:40
8. „Last Christmas” – 4:11
9. „Same Old Christmas” z Haylie Duff – 3:17
10. „A Wonderful Christmas Time” – 2:55

Bonus (2003)
1. „What Christmas Should Be” – 3:11

## Rankingi
| Ranking                        | Najlepsze miejsce |
| ------------------------------ | ----------------- |
| U.S. Billboard Top Heatseekers | 2                 |
| U.S. Billboard 200             | 153               |
| U.S. Billboard Top Kids Albums | 2                 |
| Japanese ORICON Top Album      | 134               |